# Sandskulptur

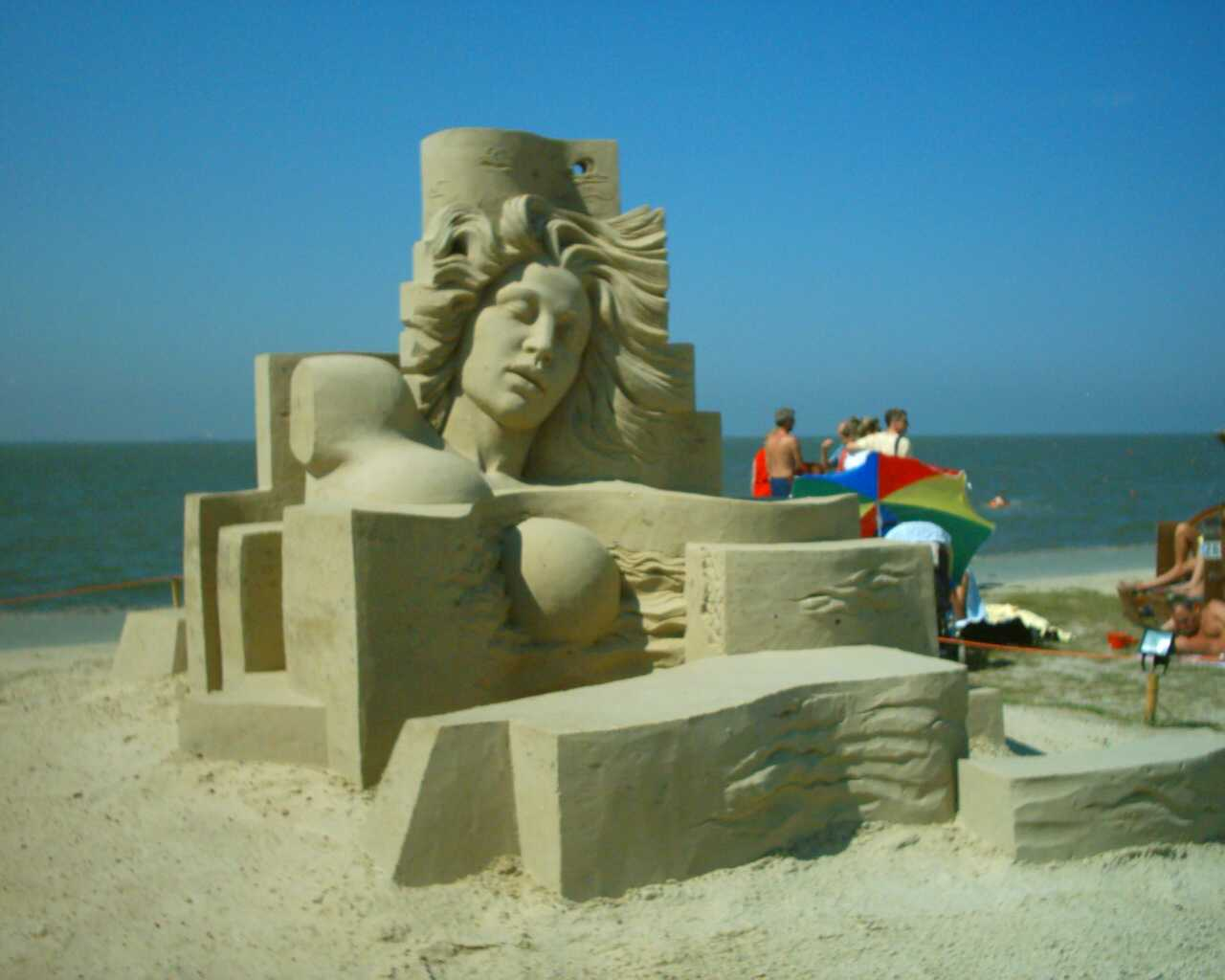
Sandskulptur in Tossens

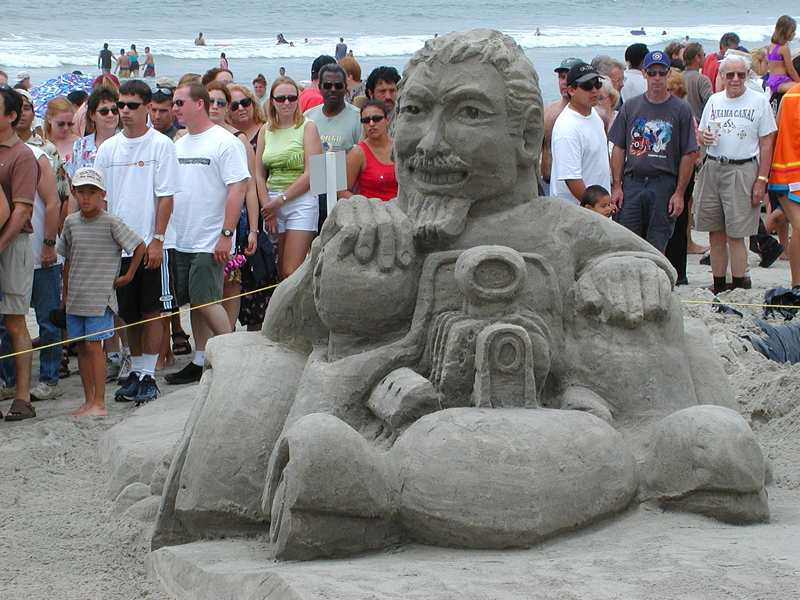
Sandskulptur

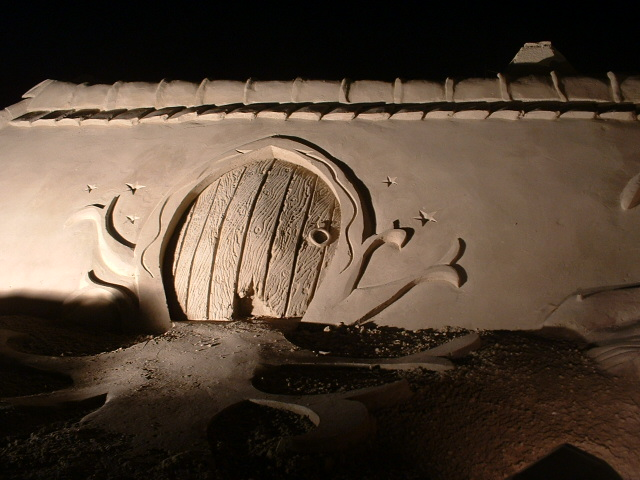
Häuschen aus Sand bei SandWorld, Travemünde

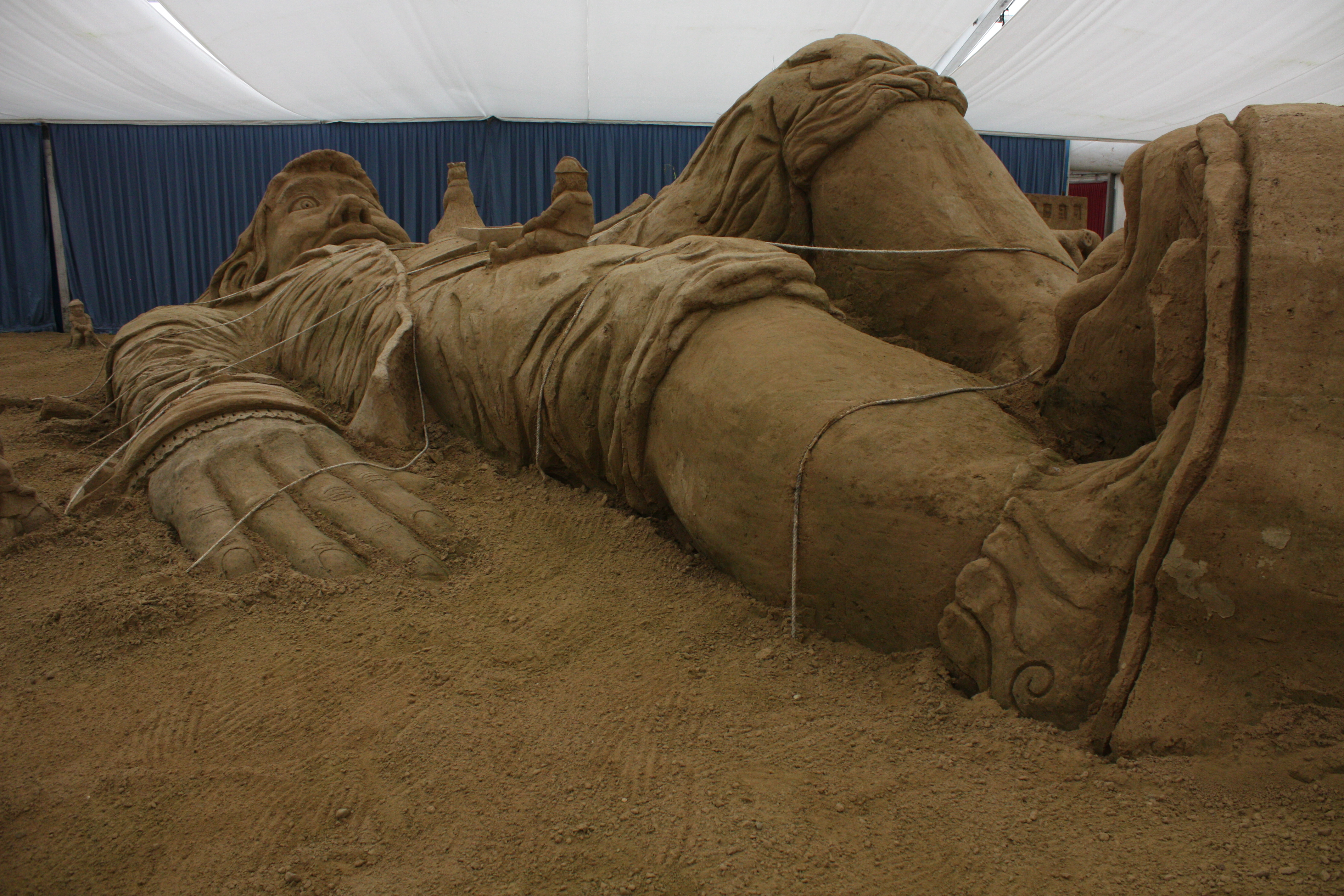
Sandskulpturenfesival Binz 2013

Eine Sandskulptur ist ein aus Sand gefertigte figürliche Darstellung. Sandskulpturen sind heute der Bildhauerei zuzuordnen.

## Geschichte
Der Bau von Sandskulpturen wurde schon im alten Ägypten eingesetzt, um zum Beispiel Modelle der Pyramiden zur Berechnung von Winkeln und Kanten herzustellen. An der amerikanischen Westküste setzten Missionare im 19. Jahrhundert einfache Sandskulpturen und Sandbilder zur Illustration biblischer Geschichten ein.

## Als Kunstform
Als Kunstobjekte entstanden Sandskulpturen an den Stränden der amerikanischen Westküste, vor allem in San Diego. Hier fanden auch die ersten Wettbewerbe für Sandskulpteure (genannt Carver) statt. Durch die von Gerry Kirk entwickelte Technik, den Sand mit Wasser zu vermischen und in hölzernen Formen zu verdichten (kompaktieren oder compacten), wurden Sandskulpturen in zwei Richtungen weiterentwickelt:
1. aufgrund der höheren Dichte und Festigkeit des Sandblockes konnten Details und Feinheiten besser dargestellt werden,
2. durch Stapelung der Formen konnten enorme Dimensionen in Höhe und Breite erreicht werden. Der Weltrekord liegt momentan bei über 13 m Höhe.

### Sandskulpturenfestivals
Besonders beliebt bei Besuchern sind Sandskulpturen in der Zusammenstellung zu Sandskulpturenparks. In Deutschland gibt es drei große Sandskulpturenfestivals. Veranstaltungsorte in Mecklenburg-Vorpommern sind das
Seebad Ahlbeck auf Usedom und Binz auf Rügen. In Schleswig-Holstein werden bei der Ausstellung Sandskulpturen Travemünde Exponate in drei Bootshallen gezeigt. Die Ausstellungen werden jährlich mit neuem Thema errichtet. 
In der Schweiz findet seit 1998 ein internationales Sandskulpturenfestival in Rorschach am Bodensee statt.
Vergangene Ausstellungen gab es beim Sandskulpturenfestival Sandsation in Berlin, bei der Sand World in Travemünde oder beim Sandfestival Ruhr am Kemnader See. Im dänischen Søndervig findet seit 2003 ein internationales Festival statt, ebenfalls mit jährlich wechselnden Themen.
Weltweit gibt es ähnliche Festivals, wie das Sandskulpturenfestival im belgischen Blankenberge oder das Sandskulpturenfestival in Ashiya, Japan.
Im Jahr 2006 wurde in der japanischen Stadt Tottori mit dem Sandmuseum das weltweit einzige Museum, welches Sandskulpturen ausstellt, eröffnet.

### Als Straßenkunst

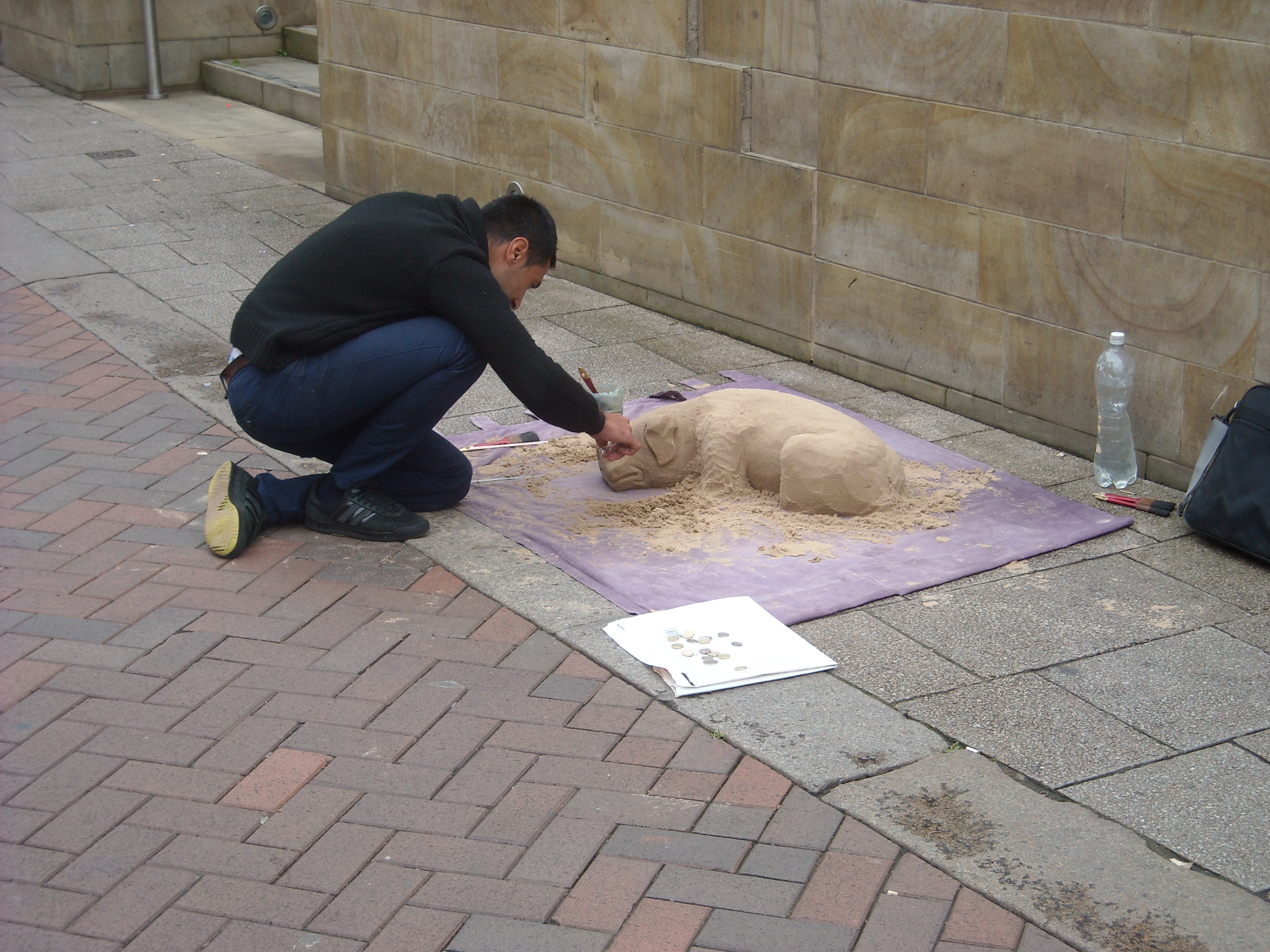
Straßenkünstler bei der Arbeit

In Touristengebieten die am Meer liegen haben sich Sandskulpturen als eine Art der Straßenkunst etabliert. Die einfache Verfügbarkeit des Sandes als Baumittel und des Salzwassers als Bindemittel einerseits, und die große Zahl an potenziellen Spendern macht solche Orte für die Straßenkunst interessant. Der Einsatz von Salzwasser ist dabei notwendig, da die Skulpturen ohne die Verdichtung in Holzrahmen beim Trocknen zerfielen. In Spanien ist vor allem die Stadt Benidorm bekannt für die Sandskulpturenstraßenkunst. Aber auch in anderen Städten Spaniens und an der französischen Mittelmeerküste sind immer wieder Skulpturen von Straßenkünstlern zu finden.

## Weitere Verwendungen
Verschiedene Ansätze des Management-Trainings nutzen Sandskulpturen als Mittel zur Veranschaulichung von Prozessen. Zunehmend wird ihre Attraktivität auch als Werbeträger in der Kommunikation von Unternehmen eingesetzt.